# Charles Carnegie (11e comte de Southesk)
Charles Alexander Bannerman Carnegie, 11e comte de Southesk (23 septembre 1893 - 16 février 1992), nommé Lord Carnegie entre 1905 et 1941, est l'époux de la princesse Maud, petite-fille du roi Édouard VII.

## Jeunesse et mariage

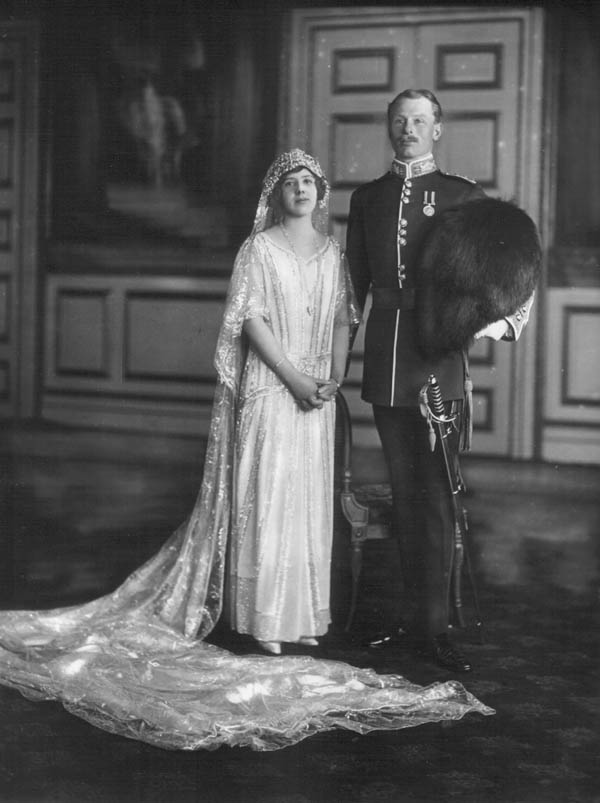
Lord Carnegie et la princesse Maud le jour de leur mariage, 12 novembre 1923

Charles Alexander Carnegie est né le 23 septembre 1893 à Édimbourg, en Écosse. Son père est Charles Carnegie (10e comte de Southesk), le fils de James Carnegie (9e comte de Southesk) et Lady Catherine Hamilton Noel. Sa mère est Ethel Mary Elizabeth Bannerman. Lorsque son père devient comte en 1905, il est appelé Lord Carnegie comme le fils aîné du comte de Southesk. Lord Carnegie fait ses études au Collège d'Eton. Il rejoint plus tard l'armée britannique et reçoit une commission dans la garde écossaise. En 1917, il est aide de camp du vice-roi des Indes.
Le 12 novembre 1923, il épouse la princesse Maud de Fife à la chapelle royale militaire, Wellington Barracks, Londres. La princesse Maud est la fille cadette d'Alexander Duff (1er duc de Fife) et Louise, princesse royale. Maud a obtenu le titre de princesse britannique avec l'appellation Altesse en 1905 par son grand-père, le roi Édouard VII. Après leur mariage, la princesse Maud cesse d'utiliser le titre de princesse et la dénomination d'Altesse (même si elle y a encore légalement droit) et est connue sous le nom de Lady Carnegie. Le couple a un fils, James Carnegie (3e duc de Fife), 12e comte de Southesk (23 septembre 1929 - 22 juin 2015).
Lord Carnegie est un proche voisin d'Archibald Maule Ramsay (en), vivant à Arbroath, et rejoint le Right Club, un groupe antisémite aux sympathies nazies, qui a été créé par Ramsay, contribuant pour 5 £ et promettant 5 £ supplémentaires par an; il est nommé «directeur» du club par Ramsay. Interrogé sur cette appartenance plus tard, Southesk a professé l'ignorance de tous les objectifs du club, mais a salué Ramsay comme "un homme très fidèle et patriotique" .

## Comte de Southesk
Le 10e comte de Southesk est décédé le 10 novembre 1941 et Lord Carnegie est devenu le 11e comte de Southesk. Bien qu'ils n'aient pas exercé de fonctions officielles de représentation, Lord et Lady Southesk étaient considérés comme des membres de la famille royale. Ils ont tous deux assisté au couronnement du roi George VI, cousin de Maud, et à d'autres cérémonies.

## Deuxième mariage
Maud est décédée en 1945 d'une bronchite. Lord Southesk épouse plus tard Evelyn Julia Williams-Freeman (27 juillet 1909-30 août 1992) le 16 mai 1952 au Palais de Scone dans le Perthshire, en Écosse. Evelyn était auparavant mariée au major Ion Edward FitzGerald Campbell et avait un fils, Ion Edward Fitzgerald Campbell.

## Mort
Lord Southesk est décédé le 16 février 1992 à l'âge de 98 ans à Brechin, Angus, Ecosse, après avoir passé la dernière année de sa vie en tant que vice-président supplémentaire du Conservative Monday Club, dont il était membre depuis longtemps.
Son fils aîné, James, avait déjà hérité du titre de duc de Fife de sa tante, la princesse Alexandra, duchesse de Fife. Le titre de comte de Southesk est devenu un titre subsidiaire du duc de Fife et est utilisé par l'arrière-petit-fils du 11e comte, Charles Carnegie, comte de Southesk.